# Turc karamanli
Le turc karamanli (en turc : Karamanlı Türkçesi ou Karamanlıca) est une variété du turc de Turquie qui s'écrit avec l'alphabet grec. Avant la chute de l'Empire ottoman, cette langue était parlée par les Karamanlides, Turcs orthodoxes vivant en Anatolie. Après la Grande catastrophe (l'expulsion des populations chrétiennes vers la Grèce), le turc karamanli disparaît de Turquie. En 2013, il existe toujours des locuteurs en Grèce.

## Aire de répartition
Le turc karamanli était parlé principalement dans les provinces de Nevşehir, Niğde et Kayseri et dans certains villages des provinces de Konya, Burdur, Isparta et Antalya. Au XIXe siècle, une communauté de Karamanlides s'est installé à Istanbul. 
Après l'échange des populations, les Karamanlides ont maintenu leur langue dans les régions où ils ont été installés (Thessalonique, Larissa, Athènes, Préa, Chalcis et Eubée).

## Caractéristiques
Le turc karamanli est un dialecte anatolien. Il y a plusieurs différences vis-à-vis du turc ottoman et du turc moderne ; celles-ci apparaissent à l'écrit et sont visibles dans la Bible. 
Notamment, le k du turc moderne en fin de mot était prononcé /ɣ/, et /j/ entre deux voyelles.
- Yok (ne pas avoir) était prononcé yoğ (γιογχ) ;
- Göğü (du ciel) était prononcé göyü (γωγου·) ;

Le i initial était parfois prononcé e, comme eyi (εγι) à la place de iyi. 
D'autres types d'archaïsmes étaient préservés comme için en turc moderne, prononcé içün (ιτζουν).
Cependant, il se trouve que le turc ottoman a aussi influencé le karamanli littéraire ; cette influence se voit à la fois dans les livres religieux que dans les textes de presse. La règle du génitif persan était aussi utilisé dans les noms d'ouvrages comme la Bible appelée Kutsal kitap en turc moderne et Kitap-i Şerif (Κιταπη Σεριφ) en karamanli. Cela se retrouve aussi dans le titre d'un livre de catéchisme Gülizar-ı İman-ı Mesihi (Γουλιζαρη Ιμανη Μεσιχι) publié en 1718 ou celui du journal Asya-yı Sağır (Ασιαι Σαγιρ) publié à partir de 1877.
La règle du génitif arabe utilisée en ottoman apparaissait aussi, notamment pour l'Ancien et le Nouveau testament appelés Eski ahit et Yeni ahit en turc moderne, mais Aht-ıl atik (Αχτηλ Ατικ) et Aht-ıl cedid (Αχτηλ Τζετιτ).
Le départ des Karamanlides de Turquie du fait de l'échange des populations entre la Grèce et la Turquie en 1923 implique que la langue karamanlie n'a pas été touchée par les réformes kémalistes, de ce fait de nombreux mots anciens y subsistent et n'ont pas été remplacés par des néologismes öztürkçe.

## Écriture

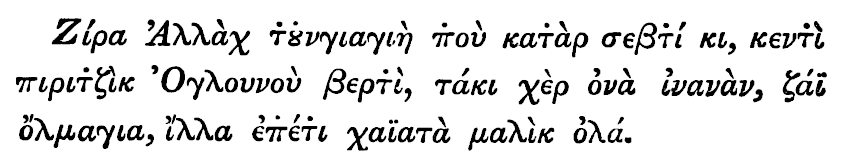
Échantillon de bible en turc karamanli utilisant l’alphabet grec karamanli, dans The Gospel in Many Tongues, 1912.

| Lettres grecques | Lettres turques latines équivalentes |
| ---------------- | ------------------------------------ |
| Α ⍺              | A a                                  |
| Π̇ π̇              | B b                                  |
| ΔΖ δζ            | C c                                  |
| ΤΖ τζ            | Ç Ç                                  |
| Δ δ, Τ̇ τ̇         | D d                                  |
| Ε ε              | E e                                  |
| Φ φ              | F f                                  |
| Γ γ, Κ κ         | G g                                  |
| Γ γ, ΓΧ γχ       | Ğ ğ                                  |
| Χ χ              | H h                                  |
| ι, Η η           | I ı                                  |
| I ί, ι, η        | İ i̇                                  |
| Κ κ, ξ, χ, χ̇     | K k                                  |
| Λ λ              | L l                                  |
| Μ μ              | M m                                  |
| Ν ν              | N n                                  |
| Ο ο              | O o                                  |
| Ο̇ ο̇, ιο, ω       | Ö ö                                  |
| Π π              | P p                                  |
| Ρ ρ              | R r                                  |
| Σ σ, ς, ξ        | S s                                  |
| Σ̇ σ̇              | Ş ş                                  |
| Τ τ, θ           | T t                                  |
| ΟΥ ου            | U u                                  |
| Ο̇Υ ο̇υ, ιου       | Ü ü                                  |
| Β β              | V v                                  |
| Γ γ              | Y y                                  |
| Ζ ζ              | Z z                                  |

## Exemple de texte
Ce texte est un poème écrit par Evdar Mamadjanian pour la revue I Aretis publiée par Kosmidis. Il raconte le séisme qui a frappé le village de Chora (Gaziköy) en 1912.
| Texte original | Karamanli latinisé |
| --- | --- |
| Κωρα μαχβ ολδου τεκμιλ τεκμιλε σεκιζ γιουζ ελλιπιρ υεφατλαρ ιλε ουτσγιουζ γιαραληλαρ υερδι ζελζελε γιανκην δα γιαναρ δζεχεννεμκιαρι | Kora mahv oldu tekmil tekmile, sekiz yüz ellibir vefatlar ile, üçyüz yaralılar verdi zelzele, yangın da yanar cehennemgiari |